# Teha'apapa II
Maerehia Tamatoa, né vers 1824 à Raiatea et morte le 28 mai 1893 à Huahine, est une princesse polynésienne du XIXe siècle, fille du roi Tamatoa IV de Raiatea, épouse du roi Ari'imate de Huahine, et elle-même reine de Huahine sous le nom de Teha'apapa II. Elle règne sur le petit royaume indépendant de Huahine et Maia'o de septembre 1868 à son décès en mai 1893.

## Biographie

### Famille
Née princesse Maerehia a Tamatoa, elle descend en ligne directe de la lignée des Tamatoa de Raiatea. Elle est la fille du roi Tamatoa IV de Raiatea et Tahaa et de son épouse Mahuti, issue de la petite noblesse tahitienne.
Issue d'une union morganatique, elle ne peut prétendre au trône de son père et épouse dans la décennie 1840, Ari'imate, un gouverneur de la noblesse de Huahine qui, par un coup d'État, accède au pouvoir en 1852. Dix enfants naissent de cette union : 
- Temari'i Teururai (1843-1891), princesse royale, première épouse de Teratane Ariiaue Pomare, futur Pomare V, dernier roi de Tahiti, et elle-même reine de Huahine de 1888 à 1890 ;
- Tapiria Teururai (1850-1888), princesse royale, grandit à la Cour des Pomare ;
- Marama Teururai (1851-1909), prince royal, il est le principal personnage de l'annexion du royaume à la France
- Vaira'atoa Teururai, princesse royale ;
- Ari'imate Teururai (1853-1907), prince royal, qui monte sur le trône de Raiatea et Tahaa entre 1884 à 1888 sous le nom de Tamatoa VI. Il en devient d'ailleurs le dernier souverain ;
- Teri'iteporouara'i Teururai (1857-1899), prince royal, sa descendance s'établit à Tahiti ;
- Fatino Marae-ta'ata Teururai (1859-1884), prince royal ;
- Tu-rai-ari'i Teururai (1862-?), princesse royale ;
- Teri'inavahoro'a (1863-1918), princesse royale, elle épouse un notaire d'origine française. Onze enfants sont nés de leur union ;
- Tefa'aora Teururai (1868-1928), princesse royale, elle eut deux filles.

### Règne
Elle devient reine consort de Huahine lorsque son époux devient roi par un coup d'État en 1852. Puis, en 1868, à la suite d'une révolte civile qui renverse ce dernier, elle est propulsée, par les dignitaires du royaume, à la tête du pays sous le nom officiel de Tehaapapa II.
Elle signe le 22 février 1888 les préliminaires de l'annexion de son royaume à la France. Ces préliminaires à l'annexion sont en réalité une demande de protection à la France formulée par le gouvernement de Huahine. La demande de protectorat français sur le royaume de Huahine n'a jamais été acceptée par la France ni par le gouverneur des Établissements français de l'Océanie. Cependant, les principaux dignitaires de la reine Tehaapapa II mécontents de ce geste se révoltent.
Elle est alors déposée par les principaux dignitaires du royaume et remplacée par sa fille ainée la princesse Temari'i qui prend le titre de reine Teuhe. 
La reine Tehaapapa II est à nouveau rétablie dans ses droits en juillet 1890 et fait exiler sa fille à Tahiti. 
Elle décède en 1893 laissant le souvenir d'une grande souveraine ayant régné une trentaine d'années sur ce petit royaume.
Sa petite-fille, la Princesse Teri'inavahoro'a Teurura'i lui succède sous le nom de Teha'apapa III.
La reine Teha'apapa II a porté les titres suivants :
- 1824 - 1840 Son altesse la princesse Maerehia Tamatoa
- 1840 - 18 mars 1852 Son altesse la princesse Ari'imate Teururai
- 18 mars 1852 - Septembre 1868 Sa Majesté la reine Ari'imate de Huahine

Elle succède à son époux en 1868 après une révolte civile
- Septembre 1868 - 28 mai 1893 Sa Majesté la reine Tehaapapa de Huahine

## Sources
- Tahiti aux temps anciens (traduction française de Bertrand Jaunez, Pars, Musée de l'Homme, Société des Océanistes, 671p. (édition originale Ancient Tahiti, Honolulu 1928) de Teuira Henry.
- Trois ans chez les Canaques. Odyssée d'un Neuchâtelois autour du monde. Lausanne, Payot & C° Éditeurs, 342p., Eugène Hanni.
- Huahine aux temps anciens, Cahiers du Patrimoine [Savoirs et traditions] et Tradition orale, B.Saura, édition 2006.
- La lignée royale des Tamatoa de Ra'iatea (îles Sous-le-Vent), Papeete, ministère de la Culture, 229 p., B.SAURA.
- Chefs et notables au temps du protectorat: 1842 - 1880, Société des Études Océaniennes, Raoul Teissier, réédition de 1996.